# Iglesia de Santa Bárbara (Tharsis)
La iglesia de Santa Bárbara es un templo católico situado en la localidad española de Tharsis, dentro término municipal de Alosno, en la provincia de Huelva, comunidad autónoma de Andalucía. Desde 2014 está inscrita como Bien de Interés Cultural en el Catálogo General del Patrimonio Histórico Andaluz.

## Características
Fue levantada en la década de 1950 por la Tharsis Sulphur and Copper Company Limited con el fin de sustituir a la parroquia iglesia homónima de finales del del siglo XIX. Su construcción se enmarca en un contexto en que se derribó el antiguo pueblo obrero situado entre las cortas de Filón Norte y Sierra Bullones. La iglesia parroquial de Santa Bárbara cuenta con una planta basilical con cubierta a dos aguas de tejas curvas, sustentadas estas por muros de carga de fábrica de ladrillo. El interior se articula por una nave central y dos naves laterales. La entrada principal se encuentra abocinada en su fachada, enmarcando la portada principal y un vano circular a modo de rosetón. Desde un punto de vista arquitectónico es gemela de la Iglesia de Corrales.